# Síndrome de Gardner
Síndrome de Gardner é um transtorno genético caracterizado pela presença de pólipos múltiplos no cólon em associação com tumores fora do cólon, além de osteomas e anomalias dentais. Os tumores fora do cólon podem incluir osteomas do crânio, câncer de tireóide, cistos epidermóides, fibromas e cistos sebáceos. Os incontáveis pólipos no cólon predispõem o desenvolvimento de câncer de cólon. Os pólipos também podem crescer no estômago, duodeno e intestino delgado.